# Caimbambo
Caimbambo – miasto w Angoli, w prowincji Benguela.